# Lyons Cone
Lyons Cone är en kulle i Antarktis. Den ligger i Östantarktis. Nya Zeeland gör anspråk på området. Toppen på Lyons Cone är 1 628 meter över havet.
Terrängen runt Lyons Cone är kuperad åt nordväst, men åt sydost är den bergig. Trakten är obefolkad. Det finns inga samhällen i närheten. 